# Larisa Bogorazová
Larisa Josifovna Bogorazová (rusky Лариса Иосифовна Богораз-Брухман; 8. srpna 1929 Charkov – 6. dubna 2004 Moskva) byla ruská lingvistka, disidentka a organizátorka demonstrace na Rudém náměstí v srpnu 1968.

## Život a působení
Narodila se do rodiny vysokých stranických funkcionářů a vystudovala lingvistiku v Charkově. Roku 1950 se poprvé vdala za spisovatele a pozdějšího disidenta Julia Daniela a odstěhovali se do Moskvy. Roku 1965 byl Daniel se svým přítelem Andrejem Siňavským odsouzen za spisy, které pod pseudonymem publikovali v zahraničí. L. Bogorazová napsala protestní dopis L. I. Brežněvovi a 25. srpna 1968 zorganizovala protest proti okupaci Československa na Rudém náměstí v Moskvě. Byla zatčena a odsouzena ke čtyřem letům vyhnanství v Irkutské oblasti na Sibiři, kde pracovala v dřevozpracujícím závodě.
Po propuštění se rozvedla s J. Danielem a dále organizovala protesty na obranu lidských práv, byla spoluautorkou knihy „Paměť“ o stalinském teroru a přispívala do „Kroniky současných událostí“. Podruhé se vdala za disidenta A. Marčenka, který strávil ve vězeních více než 20 let. Roku 1980 byl znovu uvězněn a i když Bogorazová zorganizovala velkou kampaň za propuštění všech politických vězňů a Michail Gorbačov je roku 1987 skutečně začal propouštět, Marčenko se toho už nedožil.
Po rozpadu SSSR se Larisa Bogorazová stala předsedkyní Moskevské Helsinské skupiny, navštěvovala procesy a vězení a zasazovala se o dodržování lidských práv. Navštívila také Prahu a setkala se s Václavem Havlem.